# Angorský králík

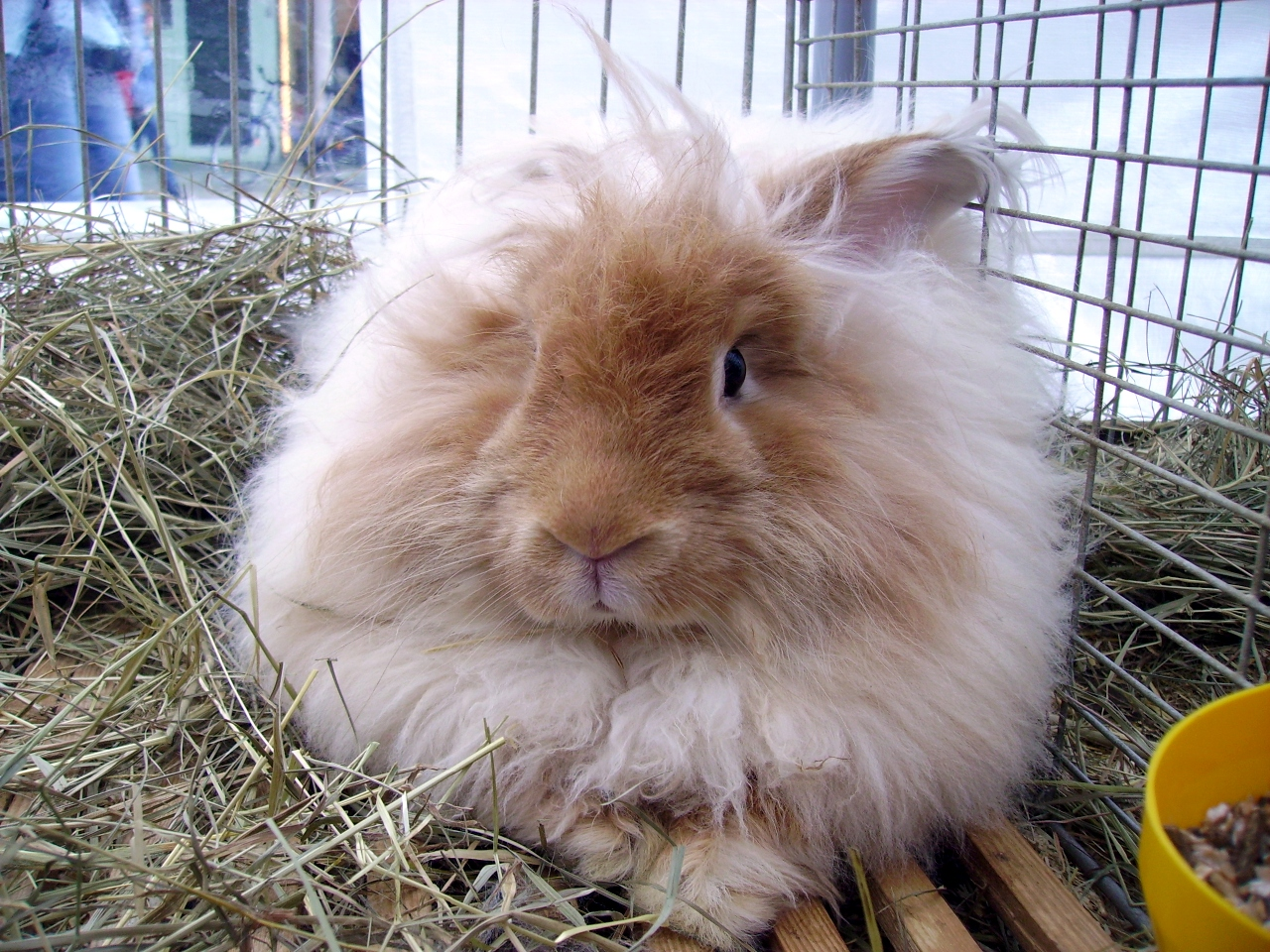
Angorský králík

Angorský králík je jedno z nejstarších a nejzajímavějších králičích plemen.

## Popis
Původ plemene ale není zcela jasný.
Údajně byl dovezen do Anglie od Černého moře (Ankara) v roce 1723, jiné zdroje však uvádějí, že byl přivezen koncem 17. století z Číny nebo Japonska. Na českém území se pak chová od roku 1875. Dlouhá „angorská“ srst je důsledkem náhodné mutace. Tito králíci se chovali v Anglii jako ušlechtilí již v 18. století. Své jméno získali díky podobnosti s angorskými kočkami a kozami. Až do počátku 20. století byl angorský králík chován jako luxusní plemeno s cílem dosáhnout co nejdelší srsti (rekordně 24–40 cm). Teprve později se začala srst spřádat a využívat jako vlna v textilním průmyslu. Znakem dobré produkce vlny jsou střapečky dlouhé vlny na konci ušních boltců (tzv. praporce), hustě osrstěné čelo (čupřina) i zadní končetiny (bačkorky). Vlna se stříhá, škubá nebo vyčesává. Jeden králík poskytne 30–40 dkg vlny za rok. Angorská vlna je jemnější, lehčí a asi desetkrát hřejivější než vlna ovčí. Angorský králík nesnáší vlhko a vyžaduje pravidelnou péči o srst. Nejčastěji se chová jako albín, existuje však i v mnoha dalších barvách.
- Váha: 3,5–5 kg
- Délka: 30-40 cm
- Původ: Anglie
- Využití: srst se využívá v textilním průmyslu